# Fréthun
Fréthun je francouzská obec v departementu Pas-de-Calais v regionu Hauts-de-France. V roce 2014 zde žilo 1 293 obyvatel.

## Poloha obce
Sousední obce jsou: Coquelles, Bonningues-lès-Calais, Hames-Boucres a Nielles-lès-Calais.

## Vývoj počtu obyvatel
Počet obyvatel